# Henri III de Mecklembourg-Schwerin
Pour les articles homonymes, voir Henri de Mecklembourg-Schwerin.
Henri III de Mecklembourg, (en allemand  Heinrich III der Hänger von Mecklenburg), né en 1337, tué accidentellement le 24 avril 1383 à Schwerin.
Il fut co-duc de Mecklembourg-Schwerin de 1379 à 1383.

## Famille
Fils d'Albert II de Mecklembourg et de Euphémie de Suède.

### Mariages et descendance
En 1361, Henri III de Mecklembourg épousa Ingeburge du Danemark (1347-1370), (fille de Valdemar IV de Danemark).
Quatre enfants sont nés de cette union :
- Albert IV de Mecklembourg, co-duc de Mecklembourg de 1383 à 1388
- Euphémie de Mecklembourg (†1416), en 1377, elle épousa Jean V de Mecklembourg-Werle-Güstrow (1340-1377), fils de Nicolas III de Mecklembourg-Werle-Güstrow
- Marie de Mecklembourg (1363-1402), en 1380, elle épousa le duc Warcislaw VII de Poméranie (†1395) :  de ces noces descendent les rois de l'union de Kalmar (rois de Danemark, Norvège et Suède) Eric XIII et Christophe III, jusqu'en 1448.
- Ingeburge de Mecklembourg (1368-1408), abbesse de Ribnitz.

Veuf, Henri III de Mecklembourg épousa le 26 février 1377 Mechtild de Werle-Güstrow, fille de Bernard II de Mecklembourg-Werle-Waren, cette union resta sans descendance.
Henri III de Mecklembourg fut tué lors d'un tournoi le 24 avril 1383. Son frère cadet Magnus Ier de Mecklembourg régna conjointement avec son neveu Albert IV de Mecklembourg. Henri III de Mecklembourg fut inhumé en l'église du monastère de Doberan.

## Généalogie
Henri III de Mecklembourg appartient à la lignée de Mecklembourg-Schwerin, cette lignée appartient à la première branche de la maison de Mecklembourg.